# Блиньикур
Блиньику́р (фр. Blignicourt) — коммуна во Франции, находится в регионе Шампань — Арденны. Департамент — Об. Входит в состав кантона Бриен-ле-Шато. Округ коммуны — Бар-сюр-Об.
Код INSEE коммуны — 10047.
Коммуна расположена приблизительно в 170 км к востоку от Парижа, в 60 км южнее Шалон-ан-Шампани, в 39 км к северо-востоку от Труа. Стоит на реке Вуар.

## Население
Население коммуны на 2008 год составляло 46 человек.
| 1962 | 1968 | 1975 | 1982 | 1990 | 1999 | 2008 |
| ---- | ---- | ---- | ---- | ---- | ---- | ---- |
| 87   | 89   | 64   | 61   | 58   | 55   | 46   |

## Администрация
| Период | Период | Фамилия          | Партия | Примечания |
| ------ | ------ | ---------------- | ------ | ---------- |
| 2001   | 2008   | Мишель Лоран     |        |            |
| 2008   |        | Жан-Гюстав Марна |        |            |

## Экономика
В 2007 году среди 29 человек в трудоспособном возрасте (15—64 лет) 23 были экономически активными, 6 — неактивными (показатель активности — 79,3 %, в 1999 году было 74,2 %). Из 23 активных работали 22 человека (14 мужчин и 8 женщин), безработной была 1 женщина. Среди 6 неактивных 3 человека были учениками или студентами, 1 — пенсионером, 2 были неактивными по другим причинам.